# Роуз, Чалей
Чалей Роуз (англ. Chaley Rose) — американская актриса и певица. Роуз родилась и выросла в Колумбусе, штат Индиана, а после окончания средней школы некоторое время жила в Нью-Йорке и Атланте, прежде чем отправиться в Лос-Анджелес, чтобы начать актёрскую карьеру. В 2013 году, после лишь одной эпизодической роли, Роуз присоединилась к актёрскому составу сериала ABC «Нэшвилл» в роли начинающей певицы Зоуи Далтон. Роуз записала несколько песен в рамках шоу и в 2014 году, вместе с другими актёрами, отправилась в гастрольный тур.

## Фильмография
| Год       | Название на русском | Название на английском | Роль        | Примечания                                         |
| --------- | ------------------- | ---------------------- | ----------- | -------------------------------------------------- |
| 2013      | Управление гневом   | Anger Management       | Бариста     | Эпизод: «Charlie and His New Friend with Benefits» |
| 2013      | 36 святых           | 36 Saints              | Вирсавия    |                                                    |
| 2013—2014 | Нэшвилл             | Nashville              | Зоуи Далтон | 27 эпизодов                                        |